# 심나
심나(沈那, ?~?)는 신라의 장수이다.

## 생애
황천(煌川)이라고도 부르며, 백성군(白城郡) 사산(蛇山)에서 장수 소나(素那)의 아들로 태어났다.
힘이 세며 몸이 가볍고도 민첩했다고 전해진다. 백제와 접경지대인 사산에서 백제군과 싸웠으며, 백제의 변읍(邊邑)을 공격해 수십 명을 베기도 하여 백제인들로부터 신라의 비장(飛將)으로 지목되었다.